# Петряево (Рыбинский район)
Петряево (иногда Петреево) — деревня в Шашковской сельской администрации Назаровского сельского поселения Рыбинского района Ярославской области .
Деревня расположена на правом берегу реки Жидогость, в устье безымянного правого притока. К югу от деревни ниже устья проходит автомобильная дорога Шашково-Тутаев. Выше по течению напротив друг другв стоят на правом берегу деревня Демидово и на противоположном левом берегу стоит деревня Бурнаково. Выше по течению находятся деревни Куликово (на правом берегу), и Паулино (на левом берегу). На расстоянии около 1,5 км к западу посёлок Кирова .
Деревня Петряева указана на плане Генерального межевания Романовского уезда 1790 года. Там же впадающий у Петряево в Жидогость правый приток назван Малая Жидогость. После объединения уездов в 1822 году Петряево относилось к Романово-Борисоглебскому уезду .
На 1 января 2007 года в деревне не числилось постоянных жителей . Деревня обслуживается почтовым отделением в Шашково. Количество домов на почтовом сайте не указывается .